# Herb powiatu pszczyńskiego
Herb powiatu pszczyńskiego – jeden z symboli powiatu pszczyńskiego, autorstwa Barbary Widłak, ustanowiony 21 sierpnia 2002.

## Wygląd i symbolika
Herb przedstawia na tarczy w polu błękitnym zwróconą w prawo złotą głowę orła, po obu jej stronach po trzy srebrne i czerwone róże ułożone na przemian. Orzeł nawiązuje do herbu Śląska i Pszczyny, natomiast róże do herbu Turzonów oraz gmin powiatu.